# Chiesa dei Santi Pietro e Paolo (Olching)
La chiesa dei Santi Pietro e Paolo è la parrocchiale a  Olching,  nel land della Baviera. Risale al XX secolo.

## Storia
La chiesa è una basilica in stile neoromanico costruita nel 1901 su progetto di Moritz von Horstig. La solenne consacrazione venne celebrata il 22 settembre 1901. Venne elevata a dignità parrocchiale nel 1909.